# ماركو رايكوفيتش
ماركو رايكوفيتش (بالصربية: Марко Рајковић)‏ هو لاعب كرة قدم صربي في مركز الهجوم، ولد في 13 نوفمبر 1992 في بلغراد في صربيا. لعب مع FK Apolonia Fier ‏.

## وصلات خارجية
- ماركو رايكوفيتش على موقع قاعدة بيانات كرة القدم.إي يو (الإنجليزية)
- ماركو رايكوفيتش على موقع Soccerbase.com (لاعب) (الإنجليزية)
- ماركو رايكوفيتش على موقع Soccerway.com (الإنجليزية)
- ماركو رايكوفيتش على موقع عالم كرة القدم.نت (الإنجليزية)